# شبگرد ساده
شبگرد ساده (نام علمی: Caprimulgus inornatus) نام یک گونه از تیره شبگردان است.